# Marv Films
Marv Films (coneguda comunament com a Marv i estilitzada com a MARV, i abans SKA Films) és una productora britànica fundada per Matthew Vaughn i Guy Ritchie el 1997. És més coneguda per les pel·lícules Crim organitzat, Stardust, Kick-Ass, Kingsman: The Secret Service i Kingsman: The Golden Circle.